# Buddy Miles

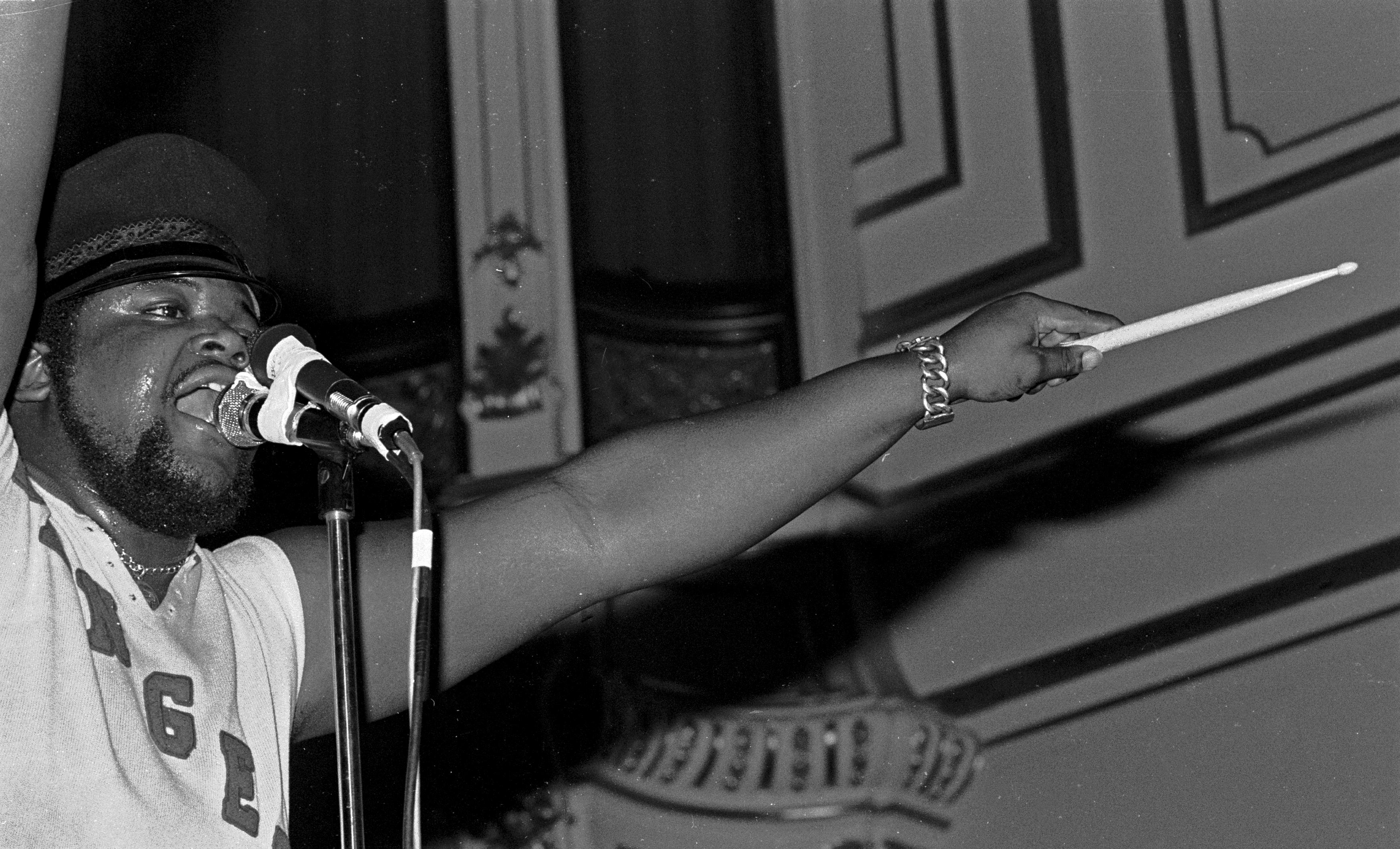
Buddy Miles 1972 in der Musikhalle Hamburg

Buddy Miles (* 5. September 1947 in Omaha; † 26. Februar 2008 in Austin, Texas; eigentlich George Allen Miles) war ein US-amerikanischer Rock-, Blues-, Soul- und Funk-Schlagzeuger und -Sänger.

## Werdegang
Mit neun Jahren begann Miles, Schlagzeug zu spielen, mit zwölf Jahren trat er der Jazz-Band seines Vaters bei. In den späten 1950er Jahren spielte er bei verschiedenen Vokalgruppen, darunter The Ink Spots, The Delfonics und Ruby & the Romantics. Als er 1966 mit Wilson Pickett tourte, wurde Michael Bloomfield auf ihn aufmerksam und holte ihn in seine Band The Electric Flag. Nachdem Bloomfield 1968 aus dieser Formation ausgeschieden war, war Miles kurzzeitig Frontmann der Band. Das während dieser Zeit veröffentlichte zweite Album der Band floppte und Miles stieg aus.
Noch im selben Jahr gründete er seine eigene Band namens Buddy Miles Express. Die Gruppe wurde von Mercury Records unter Vertrag genommen und konnte Jimi Hendrix als Produzenten für ihr Debüt Expressway to Your Skull gewinnen. Miles betätigte sich in der Folge auch als Studiomusiker auf Hendrix’ Electric Ladyland und auf Muddy Waters’ Fathers and Sons.
1969 kam Electric Church, das zweite Album des Buddy Miles Express, auf den Markt. Es wurde wieder von Jimi Hendrix produziert. Nachdem Hendrix Ende des Jahres die Jimi Hendrix Experience aufgelöst hatte, gründete er mit Miles und dem Bassisten Billy Cox die Band of Gypsys. Am Silvesterabend 1969 und Neujahr 1970 spielte das Trio vier Konzerte im New Yorker Fillmore East. Aus den Aufnahmen wurde ein Livealbum zusammengestellt, mit dem Hendrix einer vertraglichen Verpflichtung mit Capitol Records nachkam. Auf diesem Album (Band of Gypsys) sind zwei Kompositionen von Buddy Miles enthalten, We Gotta Live Together und Them Changes. Der Manager von Hendrix, Michael Jeffrey, wollte nun wieder die Jimi Hendrix Experience in Originalbesetzung reformieren. Nach einem abgebrochenen Auftritt bei einem Festival im Madison Square Garden, bei dem Hendrix völlig derangiert war, wurde Miles von Jeffrey aus der Band gekündigt.
Danach unterstützte Miles John McLaughlin auf dessen Album Devotion und veröffentlichte 1971 sein Solowerk Them Changes. Zwischen Dezember 1971 und Mai 1972 tourte Miles mit Carlos Santana. Dokumentiert ist die Tournee auf dem im Juni 1972 erschienenen Album Carlos Santana & Buddy Miles! Live!, das im Krater eines untätigen hawaiischen Vulkanes aufgenommen wurde.
Zwischen 1973 und 1976 veröffentlichte Miles insgesamt fünf Alben, dann wurde es vorläufig still um ihn. Eine Ausnahme ist das 1981 auf Atlantic Records erschienene Album Sneak Attack. 1986 wurde Miles zum „Leadsänger“ der California Raisins, einer fiktiven Rhythm-and-Blues-Gruppe aus animierten Rosinenfiguren, die zur Werbung für die kalifornische Rosinenindustrie erfunden worden war. In ihrem bekanntesten Werbespot sang Miles den thematisch passenden Song I Heard It Through the Grapevine von Norman Whitfield und Barrett Strong.
1987 arbeitete Miles, diesmal als Leadsänger, ein weiteres Mal für Carlos Santana. Anfang der 1990er Jahre spielte er mit Bootsy Collins zusammen, und am 6. April 1993 trat er bei einer Aftershow von Prince in Chicago live auf. 1994 rief er den Buddy Miles Express ins Leben zurück. Dabei entstanden zwei weitere Alben. 1997 tourte er mit More Experience bei 20 Konzerten durch Italien. 2002 gründete er eine neue Band, die Blues Berries, und tourte mit Mitch Mitchell und Randy Hansen in Europa. Am 17. April 2002 trat Miles abermals bei einer Aftershow von Prince auf; diesmal in Dallas in Texas im The Red Jacket.
Buddy Miles starb im Alter von 60 Jahren an Herzinsuffizienz.

## Diskografie (Auswahl)

### Alben
| Jahr | Titel                                     | Höchstplatzierung, Gesamtwochen, AuszeichnungChartplatzierungen (Jahr, Titel, Platzierungen, Wochen, Auszeichnungen, Anmerkungen) | Höchstplatzierung, Gesamtwochen, AuszeichnungChartplatzierungen (Jahr, Titel, Platzierungen, Wochen, Auszeichnungen, Anmerkungen) | Höchstplatzierung, Gesamtwochen, AuszeichnungChartplatzierungen (Jahr, Titel, Platzierungen, Wochen, Auszeichnungen, Anmerkungen) | Höchstplatzierung, Gesamtwochen, AuszeichnungChartplatzierungen (Jahr, Titel, Platzierungen, Wochen, Auszeichnungen, Anmerkungen) | Anmerkungen                                                       |
| Jahr | Titel                                     | DE | UK | US | R&B | Anmerkungen                                                       |
| ---- | ----------------------------------------- | --- | --- | --- | --- | ----------------------------------------------------------------- |
| 1969 | Electric Church                           | — | — | US145 (4 Wo.)US | — | Buddy Miles Express                                               |
| 1970 | Them Changes                              | — | — | US35 (74 Wo.)US | R&B14 (44 Wo.)R&B |                                                                   |
| 1970 | We Got to Live Together                   | — | — | US53 (26 Wo.)US | R&B14 (25 Wo.)R&B |                                                                   |
| 1971 | A Message to the People                   | — | — | US60 (24 Wo.)US | R&B12 (21 Wo.)R&B |                                                                   |
| 1971 | Buddy Miles Live                          | — | — | US50 (24 Wo.)US | R&B10 (22 Wo.)R&B |                                                                   |
| 1972 | Carlos Santana & Buddy Miles! Live!       | DE14 (16 Wo.)DE | UK29 (4 Wo.)UK | US8 Platin · (33 Wo.)US | R&B6 (12 Wo.)R&B | mit Carlos Santana, aufgenommen im Diamond-Head-Krater auf Hawaii |
| 1973 | Chapter VII                               | — | — | US123 (9 Wo.)US | R&B36 (4 Wo.)R&B | The Buddy Miles Band                                              |
| 1973 | Booger Bear                               | — | — | US194 (3 Wo.)US | R&B47 (5 Wo.)R&B | Buddy Miles Express                                               |
| 1975 | More Miles Per Gallon                     | — | — | US68 (11 Wo.)US | R&B27 (11 Wo.)R&B |                                                                   |
| 1987 | The California Raisins Sing the Hit Songs | — | — | US60 Platin · (36 Wo.)US | — | mit California Raisins                                            |
| 1988 | Sweet, Delicious & Marvelous              | — | — | US140 (15 Wo.)US | R&B82 (6 Wo.)R&B | mit California Raisins                                            |

Weitere Alben
- 1968: Expressway to Your Skull (Buddy Miles Express)
- 1972: Fathers and Sons (mit Muddy Waters, Otis Spann, Michael Bloomfield, Paul Butterfield, Donald „Duck“ Dunn und Sam Lay)
- 1974: All the Faces of Buddy Miles
- 1976: Bicentennial Gathering of the Tribes
- 1977: Roadrunner
- 1981: Sneak Attack
- 1988: Christmas with the California Raisins (California Raisins)
- 1989: Meet the Raisins (California Raisins; US: Platin (Videoalbum))
- 1993: The Mighty Rhythm Tribe
- 1994: Hell and Back (Buddy Miles Express)
- 1996: Tribute to Jimi Hendrix
- 1997: Miles Away from Home
- 1997: The Best Of (Kompilation)
- 2002: Blues Berries (feat. Rocky Athas)
- 2004: Changes
- 2006: The Band of Gypsys Return (mit Billy Cox)

### Singles
| Jahr | Titel Album                                                                | Höchstplatzierung, Gesamtwochen, AuszeichnungChartplatzierungen (Jahr, Titel, Album, Platzierungen, Wochen, Auszeichnungen, Anmerkungen) | Höchstplatzierung, Gesamtwochen, AuszeichnungChartplatzierungen (Jahr, Titel, Album, Platzierungen, Wochen, Auszeichnungen, Anmerkungen) | Höchstplatzierung, Gesamtwochen, AuszeichnungChartplatzierungen (Jahr, Titel, Album, Platzierungen, Wochen, Auszeichnungen, Anmerkungen) | Höchstplatzierung, Gesamtwochen, AuszeichnungChartplatzierungen (Jahr, Titel, Album, Platzierungen, Wochen, Auszeichnungen, Anmerkungen) | Anmerkungen             |
| Jahr | Titel Album                                                                | DE | UK | US | R&B | Anmerkungen             |
| ---- | -------------------------------------------------------------------------- | --- | --- | --- | --- | ----------------------- |
| 1969 | Memphis Train Them Changes                                                 | — | — | US100 (1 Wo.)US | — |                         |
| 1970 | Them Changes                                                               | — | — | US62 (17 Wo.)US | R&B36 (4 Wo.)R&B | mit The Freedom Express |
| 1970 | Down by the River Them Changes                                             | — | — | US68 (7 Wo.)US | — | Autor: Neil Young       |
| 1970 | Dreams Them Changes                                                        | — | — | US86 (3 Wo.)US | — |                         |
| 1970 | We Got to Live Together – Part I We Got to Live Together                   | — | — | US86 (6 Wo.)US | R&B47 (2 Wo.)R&B |                         |
| 1971 | Wholesale Love A Message to the People                                     | — | — | US71 (6 Wo.)US | R&B49 (4 Wo.)R&B | Autor: Otis Redding     |
| 1972 | Evil Ways Carlos Santana & Buddy Miles! Live!                              | — | — | US84 (5 Wo.)US | — | mit Carlos Santana      |
| 1972 | Them Changes Carlos Santana & Buddy Miles! Live!                           | — | — | US95 (1 Wo.)US | — | mit Carlos Santana      |
| 1975 | Pull Yourself Together All the Faces of Buddy Miles                        | — | — | — | R&B83 (5 Wo.)R&B |                         |
| 1975 | Rockin’ and Rollin’ on the Streets of Hollywood More Miles Per Gallon      | — | — | US91 (3 Wo.)US | R&B33 (12 Wo.)R&B |                         |
| 1988 | I Heard It Through the Grapevine The California Raisins Sing the Hit Songs | — | — | US84 (4 Wo.)US | — | mit California Raisins  |

Weitere Singles
- 1968: Train
- 1969: Funky Mule
- 1969: Miss Lady
- 1970: I Still Love You Anyway
- 1971: Give Away None of My Love
- 1972: Life Is What You Make It
- 1973: Hear No Evil
- 1973: Thinking of You
- 1974: We Got Love
- 1975: Nasty Disposition
- 1976: Where You Gonna Run to Lady
- 1977: I Love You More and More
- 1981: Sunshine of Your Love (Buddy Miles Regiment)
- 1981: Can You Hold Me (Buddy Miles Regiment)
- 1988: What Does It Take (To Win Your Love) (mit The California Raisins)
- 1991: What Are We Fighting 4?(Unit III feat. Buddy Miles)
- 1992: Doriella du Fontaine (mit Hendrix und Lightnin’ Rod)
- 2013: Just a Kiss Away